# Луна-8
«Луна-8» — советская автоматическая межпланетная станция для изучения Луны и космического пространства.
3 декабря 1965 года осуществлён пуск ракеты-носителя «Молния», которая вывела «Луну-8» на траекторию полёта к Луне. Программой полёта предусматривалась мягкая посадка на поверхность Луны. Совершить её не удалось из-за того, что станция не смогла погасить скорость. Вследствие производственного дефекта был повреждён резиновый надувной амортизатор, который должен был смягчить удар АЛС о поверхность при прилунении, и выходящий из него газ «закрутил» станцию, препятствуя запуску тормозного двигателя. 6 декабря 1965 года станция упала на Луну на западе Океана Бурь (9°06′ с. ш. 63°18′ з. д. / 9,1° с. ш. 63,3° з. д.).